# Icublabia multispinosa
Icublabia multispinosa là một loài bọ cánh cứng trong họ Cerambycidae.